# Park Ji-ho (calciatore)
Park Ji-ho ((박지호?, 朴志鎬?); 4 luglio 1970) è un ex calciatore sudcoreano, di ruolo difensore.